# Danh sách video âm nhạc của Super Junior
Dưới đây là danh sách tất cả music video (MV) của nhóm nhạc Hàn Quốc Super Junior, được phát hành bởi SM Entertainment.

## Music videos (MV)

### Super Junior
| Năm  | Tên bài                          | Tên album                             | Ngày phát hành |
| ---- | -------------------------------- | ------------------------------------- | -------------- |
| 2005 | "TWINS (Knock Out)"              | SuperJunior05 (TWINS)                 | 11 tháng 11    |
| 2006 | "You are the one"                | SuperJunior05 (TWINS)                 | 14 tháng 2     |
| 2006 | "Miracle"                        | SuperJunior05 (TWINS)                 | 24 tháng 2     |
| 2006 | "U"                              | "U"                                   | 13 tháng 6     |
| 2006 | "Dancing Out"                    | 2006 Summer SMTown                    | 1 tháng 8      |
| 2007 | "Full of Happiness"              | 2007 Summer SMTown - Fragile          | 6 tháng 7      |
| 2007 | "Wonder Boy"                     | Nhạc phim Attack on the Pin-Up Boys   | 26 tháng 7     |
| 2007 | "Don't Don"                      | Don't Don                             | 21 tháng 9     |
| 2007 | "Marry U"                        | Don't Don                             | 13 tháng 11    |
| 2008 | "One Love"                       | Super Show Tour Concert Album         | tháng 10       |
| 2009 | "Sorry, Sorry"                   | Sorry, Sorry                          | 13 tháng 3     |
| 2009 | "It's You"                       | Sorry, Sorry                          | 12 tháng 5     |
| 2009 | "Sorry, Sorry - Answer"          | Super Show 2 Tour Concert Album       | 10 tháng 12    |
| 2010 | "Bonamana"                       | Bonamana                              | 12 tháng 5     |
| 2010 | "No Other"                       | Bonamana                              | 7 tháng 7      |
| 2011 | "Bijin"                          | Bijin (BONAMANA) (美人)               | 8 tháng 6      |
| 2011 | "Mr. Simple"                     | Mr. Simple                            | 4 tháng 8      |
| 2011 | "Superman"                       | Mr. Simple                            | 26 tháng 8     |
| 2011 | "A-Cha"                          | Mr. Simple                            | 26 tháng 9     |
| 2011 | "Santa U Are The One"            | 2011 Winter SMTown – The Warmest Gift | 13 tháng 12    |
| 2012 | "Opera" (Japanese short version) | Opera (single tiếng Nhật)             | 25 tháng 4     |
| 2012 | "Sexy, Free & Single"            | Single thứ 4 tại Nhật                 | 22 tháng 8     |
| 2013 | "Hero"                           | Hero                                  | 24 tháng 7     |
| 2013 | "Blue World"                     | Single thứ 5 tại Nhật                 | 11 tháng 12    |
| 2014 | "Mamacita"                       | Mamacita                              | 28 tháng 8     |
| 2014 | "This Is Love"                   | This Is Love (Mamacita repackaged)    | October 22     |
| 2014 | "Evanesce"                       | This Is Love (Mamacita repackaged)    | 27 tháng 10    |
| 2014 | "Mamacita (Ayaya)"               | Đĩa đơn thứ 6 tại Nhật                | 17 tháng 12    |

### Super Junior-K.R.Y.
| Năm  | Tên bài          | Album                                      | Ngày phát hành |
| ---- | ---------------- | ------------------------------------------ | -------------- |
| 2006 | "The one I love" | Hyena Original Soundtrack                  | 29 tháng 11    |
| 2007 | "Just You"       | Billy Jean, Look At Me Original Soundtrack | 19 tháng 2     |
| 2011 | "Fly"            | Super Star K3                              | 21 tháng 4     |
| 2012 | "Reminiscence"   | Yoon Il Sang’s 21st Anniversary Album      | 17 tháng 1     |

### Super Junior-T
| Năm  | Tên bài                | Album                  | Ngày phát hành |
| ---- | ---------------------- | ---------------------- | -------------- |
| 2007 | "Rokkugo"              | "Rokkugo"              | 22 tháng 2     |
| 2008 | "ROCK&GO" (ft. Moeyan) | "ROCK&GO" (ft. Moeyan) | –              |

### Super Junior-M
| Năm  | Tên bài         | Album      | Ngày phát hành |
| ---- | --------------- | ---------- | -------------- |
| 2008 | "U"             | Me         | 8 tháng 4      |
| 2008 | "Me"            | Me         | 13 tháng 9     |
| 2009 | "Super Girl"    | Super Girl | 14 tháng 9     |
| 2009 | "Blue Tomorrow" | Super Girl | 8 tháng 11     |
| 2011 | "Perfection"    | Perfection | 21 tháng 2     |

### Super Junior-Happy
| Năm  | Tên bài             | Album             | Ngày phát hành |
| ---- | ------------------- | ----------------- | -------------- |
| 2008 | "Cooking? Cooking!" | Cooking? Cooking! | 10 tháng 6     |
| 2008 | "Pajama Party"      | Cooking? Cooking! | 4 tháng 8      |
| 2010 | "Victory Korea"     | Victory Korea     | 24 tháng 5     |

### Các MV khác
| Năm  | Tên bài                               | Thành viên tham gia                 | Ngày phát hành | Chú thích                              |
| ---- | ------------------------------------- | ----------------------------------- | -------------- | -------------------------------------- |
| 2010 | "Strong Heart logo song"              | Donghae, Leeteuk, Eunhyuk, Shindong | Tháng 7        | Donghae sáng tác dành cho Strong Heart |
| 2011 | "Oppa, oppa" (떴다 오빠)              | Eunhyuk, Donghae                    | 16 tháng 12    | Lấy cảnh quay từ Super Show 4          |
| 2011 | "Oppa, oppa" (떴다 오빠)              | Eunhyuk, Donghae                    | 21 tháng 12    | Shindong làm đạo diễn                  |
| 2012 | "Oppa, oppa" (Japanese short version) | Eunhyuk, Donghae                    | 20 tháng 3     | Phát hành tại Nhật                     |

## MV hợp tác với nghệ sĩ khác
| Năm  | Tên bài                              | Nghệ sĩ                         | Album                           | Ngày phát hành |
| ---- | ------------------------------------ | ------------------------------- | ------------------------------- | -------------- |
| 2005 | "Show Me Your Love"                  | TVXQ, Super Junior              | Show me your love (đĩa đơn)     | 12 tháng 12    |
| 2006 | "KoreArirang"                        | Nhiều nghệ sĩ                   | N/A                             | 7 tháng 5      |
| 2006 | "Red Sun"                            | SM Town                         | 2006 Summer SMTown              | 5 tháng 7      |
| 2006 | "Snow Dream"                         | SM Town                         | 2006 Winter SMTown - Snow Dream | 12 tháng 12    |
| 2007 | "Let's go on a trip!"                | SM Town                         | 2007 Summer SMTown - Fragile    | 10 tháng 8     |
| 2007 | "Only Love"                          | SM Town                         | 2007 Winter SMTown - Only Love  | 7 tháng 12     |
| 2008 | "손을 잡아요 (Holding Hand)"         | Nhiều nghệ sĩ                   | N/A                             | 18 tháng 4     |
| 2008 | "Beijing Welcomes You"               | Nhiều nghệ sĩ ft. Han Geng      | N/A                             | tháng 5        |
| 2009 | "Happy Bubble"                       | Donghae, Kyuhyun, Han Ji Min    | N/A                             | 20 tháng 8     |
| 2009 | "S.E.O.U.L."                         | Super Junior, Girls' Generation | N/A                             | 12 tháng 12    |
| 2010 | "Let's Go"                           | G20 Summit Artists ft. Sungmin  | N/A                             | tháng 10       |
| 2010 | "When Falling in Love with a Friend" | Beige ft. Ryeowook              | 2nd Album                       | 30 tháng 9     |
| 2010 | "Miss You"                           | SM the Ballad (Kyuhyun)         | Miss You                        | 29 tháng 11    |
| 2010 | "Hot Times"                          | SM the Ballad (Kyuhyun)         | Miss You                        | 13 tháng 12    |
| 2011 | "Ice Cream"                          | Joo ft. Leeteuk                 | Ice Cream                       | 16 tháng 5     |
| 2011 | "Close Ur Mouth"                     | M&D (Heechul)                   | Close Ur Mouth                  | 22 tháng 6     |
| 2011 | "Breakups Are So Typical of Me"      | Kim Jang Hoon ft. Heechul       | Breakups Are So Typical of Me   | 26 tháng 9     |
| 2011 | "Late Autumn"                        | Yoon Jong Shin ft. Kyuhyun      | Monthly Project 2011            | 27 tháng 10    |
| 2012 | "Dear My Family"                     | SM Town (Yesung)                | I.AM OST                        | 24 tháng 4     |

## Góp mặt trong các MV
| Năm  | Tên bài                          | Nghệ sĩ           | Thành viên Super Junior có mặt | Album                             | Ngày phát hành                           |
| ---- | -------------------------------- | ----------------- | ------------------------------ | --------------------------------- | ---------------------------------------- |
| 2003 | "What is Love"                   | Dana              | Siwon                          | CSJH the Grace Vol. 2             |                                          |
| 2006 | "Timeless" (ft. Xiah Junsu TVXQ) | Zhang Liyin       | Han Geng, Siwon                | I WILL                            | - Phần 1: 9 tháng 9 - Phần 2: 22 tháng 9 |
| 2006 | "Key of Heart" (Korean Version)  | BoA               | Donghae                        | Made in Twenty (20)               | 10 tháng 10                              |
| 2006 | "My Everything"                  | The Grace         | Kim Kibum                      | One More Time, OK?                | 7 tháng 11                               |
| 2007 | "Flight Girl"                    | Magolpy           | Heechul, Kangin, Shindong      | N/A                               | 28 tháng 2                               |
| 2008 | "Kissing You"                    | Girls' Generation | Donghae                        | Girls' Generation                 | 14 tháng 1                               |
| 2008 | "I WILL"                         | Zhang Liyin       | Han Geng, Siwon                | I WILL                            | 27 tháng 2                               |
| 2008 | "The Left Shore of Happiness"    | Zhang Liyin       | Han Geng, Siwon                | I WILL                            | 27 tháng 2                               |
| 2009 | "Fireflies"                      | Lâm Y Thần        | Donghae, Siwon                 | Meeting Happiness                 | 2 tháng 7                                |
| 2009 | "Moving On"                      | Zhang Liyin       | Donghae                        | N/A                               | 20 tháng 10                              |
| 2010 | "Let You Go"                     | TRAX              | Heechul                        | Trax Mini Album Volume 1          | 25 tháng 1                               |
| 2010 | "Shady Girl"                     | Sistar            | Heechul                        | Single Album                      | 24 tháng 8                               |
| 2010 | "Hoot"                           | Girls' Generation | Siwon                          | Hoot                              | 27 tháng 10                              |
| 2011 | "Blind"                          | TRAX              | Kyuhyun                        | The Third Mini Album              | 10 tháng 11                              |
| 2012 | "Please Don't Say"               | F.I.X             | Eunhyuk                        | Please Don't Say (1st Mini Album) | 4 tháng 1                                |

## Những sự xuất hiện đặc biệt
| Ngày phát hành       | Tiêu đề                                      | Định dạng | Đơn vị phát hành | Doanh số |
| -------------------- | -------------------------------------------- | --------- | ---------------- | -------- |
| 24 tháng 9 năm 2008  | Super Junior 1st Premium Event in Japan      |           | Avex Trax        | –        |
| 1 tháng 10 năm 2008  | Super Junior, The 1st Asia Tour - Super Show | DVD       | SM Entertainment | –        |
| 6 tháng 1 năm 2010   | Premium Live in Japan                        | DVD       | Rhythm Zone      | –        |
| 29 tháng 10 năm 2010 | Super Junior, The 2nd Asia Tour - Super Show | DVD       | SM Entertainment | –        |
| tháng 12 năm 2011    | Super Junior, The 3rd Asia Tour - Super Show | DVD       | SM Entertainment | –        |